# 景洪哥纳香
景洪哥纳香（学名：Goniothalamus cheliensis）是番荔枝科哥纳香属的植物，为中国的特有植物。分布在中国大陆的云南等地，生长于海拔1,500米的地区，常生长在山地林中，目前尚未由人工引种栽培。